# Новокиївська сільська рада (Каланчацький район)
Новоки́ївська сільська́ ра́да — адміністративно-територіальна одиниця та орган місцевого самоврядування в Каланчацькому районі Херсонської області. Адміністративний центр — село Новокиївка.

## Загальні відомості
- Територія ради: 84,51 км²
- Населення ради: 1 814 особи (станом на 2001 рік)

## Населені пункти
Сільській раді підпорядковані населені пункти:
- с. Новокиївка

## Склад ради
Рада складається з 16 депутатів та голови.
- Голова ради:
- Секретар ради: Слідкевич Тамара Петрівна

### Керівний склад попередніх скликань
| Прізвище, ім'я, по батькові | Основні відомості                                                                                    | Дата обрання | Дата звільнення |
| --------------------------- | --- | ------------ | --------------- |
| Нещасна Олена Пилипівна     | Сільський голова, 1959 року народження, освіта середня спеціальна, член Комуністичної партії України | 26.03.2006   | 31.10.2010      |
| Нещасна Олена Пилипівна     | Сільський голова, 1959 року народження, освіта середня спеціальна, член Комуністичної партії України | 31.10.2010   | 19.12.2014      |

Примітка: таблиця складена за даними сайту Верховної Ради України

### Депутати
За результатами місцевих виборів 2010 року депутатами ради стали:

#### За суб'єктами висування
| Суб'єкт висування           | Кількість обраних депутатів | %    |
| --------------------------- | --------------------------- | ---- |
| Комуністична партія України | 7                           | 43,8 |
| Партія регіонів             | 6                           | 37,5 |
| Самовисування               | 3                           | 18,8 |

#### За округами
| № округу                    | Прізвище, ім'я, по батькові      | Дата визнання обраним | Освіта             | Партійна приналежність                        | Відомості про обраного депутата                                             |
| --------------------------- | -------------------------------- | --------------------- | ------------------ | --------------------------------------------- | --------------------------------------------------------------------------- |
| Комуністична партія України |                                  |                       |                    |                                               |                                                                             |
| 3                           | Катеринчук Марія Трохимівна      | 02.11.2010            | середня спеціальна | член Комуністичної партії України             | Новокиївська амбулаторія загальної практики сімейної медицини, медсестра    |
| 8                           | Врублєвська Тетяна Василівна     | 02.11.2010            | середня спеціальна | член Комуністичної партії України             | Новокиївське відділення поштового зв'язку, завідувачка                      |
| 9                           | Слідкевич Тамара Петрівна        | 02.11.2010            | вища               | позапартійна                                  | Новокиївська сільська рада, секретар                                        |
| 10                          | Нагрибецький Ігор Михайлович     | 02.11.2010            | середня            | позапартійний                                 | тимчасово не працює                                                         |
| 11                          | Мельник Зінаїда Миронівна        | 02.11.2010            | середня спеціальна | член Комуністичної партії України             | пенсіонер                                                                   |
| 12                          | Андрошук Тамара Дмитрівна        | 02.11.2010            | вища               | позапартійна                                  | пенсіонер                                                                   |
| 13                          | Оржаховська Ганна Трохимівна     | 02.11.2010            | вища               | член Комуністичної партії України             | пенсіонер                                                                   |
| Партія регіонів             |                                  |                       |                    |                                               |                                                                             |
| 1                           | Жуковська Світлана Володимирівна | 02.11.2010            | вища               | член Партії регіонів                          | Новокиївська загальноосвітня школа I-III ст., вчитель                       |
| 4                           | Оржаховська Лілія Семенівна      | 02.11.2010            | вища               | позапартійна                                  | Новокиївська спеціальна загальноосвітня школа-інтернат І-ІІ ст., вчитель    |
| 5                           | Бавус Тетяна Леонідівна          | 02.11.2010            | середня спеціальна | позапартійна                                  | Новокиївська спеціальна загальноосвітня школа-інтернат І-ІІ ст., медсестра  |
| 7                           | Каленська Людмила Петрівна       | 02.11.2010            | вища               | позапартійна                                  | Новокиївська спеціальна загальноосвітня школа-інтернат І-ІІ ст., вчитель    |
| 14                          | Юріна Оксана Володимирівна       | 02.11.2010            | вища               | позапартійна                                  | Новокиївський дошкільний заклад, вихователь                                 |
| 16                          | Надольський Микола Васильович    | 02.11.2010            | середня спеціальна | член Партії регіонів                          | тимчасово не працює                                                         |
| Самовисування               |                                  |                       |                    |                                               |                                                                             |
| 2                           | Іздебська Лідія Миколаївна       | 02.11.2010            | вища               | член Всеукраїнського об'єднання «Батьківщина» | тимчасово не працює                                                         |
| 6                           | Березницька Людмила Миколаївна   | 02.11.2010            | вища               | член Всеукраїнського об'єднання «Батьківщина» | Новокиївська спеціальна загальноосвітня школа-інтернат І-ІІ ст., вихователь |
| 15                          | Осипова Зінаїда Йосипівна        | 02.11.2010            | середня спеціальна | член Всеукраїнського об'єднання «Батьківщина» | Новокиївський будинок культури, директор                                    |

## Населення
Згідно з переписом УРСР 1989 року чисельність наявного населення сільської ради становила 1771 особа, з яких 842 чоловіки та 929 жінок.
За переписом населення України 2001 року в сільській раді мешкали 1792 особи.

### Мова
Розподіл населення за рідною мовою за даними перепису 2001 року:
| Мова       | Відсоток |
| ---------- | -------- |
| українська | 93,66 %  |
| російська  | 5,51 %   |
| білоруська | 0,17 %   |
| молдовська | 0,11 %   |
| інші       | 0,55 %   |